# Linanthus harknessii
Linanthus harknessii là một loài thực vật có hoa trong họ Polemoniaceae. Loài này được (Curran) Greene mô tả khoa học đầu tiên năm 1892.